# Трэшкор
Трэшкор (англ. Thrashcore) или фасткор (англ. Fastcore) — поджанр хардкора, возникший в начале 80-х в США. По существу это скоростной хардкор, группы в этом жанре часто используют бластбит. Песни обычно очень короткие. Трэшкор является менее агрессивным по звучанию и менее металлическим, чем грайндкор. Жанр в некоторой степени связан с культурой скейтбордистов.

## Терминология
Трэшкор часто путают с кроссовер-трэшем, представляющим собой сплав трэш-метала с хардкор-панком.. Ещё большую запутанность добавляет тот факт, что многие кроссовер-трэш-группы, такие как D.R.I. и Cryptic Slaughter, начинали как трэшкор-группы. Термин «трэшкор» появился приблизительно в 1993. До середины 80-х термин «трэш» является синонимом «хардкора» (как на компиляции «New York Thrash» 1982 года). В конечном итоге он трансформируется в «трэшкор» и применяется для более быстрой и интенсивной формы хардкора, первопроходцами которого были D.R.I., незадолго до своего кроссовер-трэш периода.

## История

### Истоки
Некоторые представители хардкор-сцены в США стали ускорять свой темп в поисках новых форм музыки, разработав таким образом новый радикальный жанр. Этот жанр развивался параллельно, и даже заимствовал некоторые его формы, с английским стрит-панком, а особенно с его поджанром D-beat. Ранний американский трэшкор включал такие группы, как Cryptic Slaughter, D.R.I., Septic Death и Siege. Британские Electro Hippies, голландские Larm, итальянские Raw Power и японские S.O.B. также содержат примеры трэшкора. Поздние работы Negative Approach были влиятельными на сцене.

### Пауэрвайоленс
Трэшкор породил пауэрвайоленс (powerviolence) в США, аналогично тому, как краст-панк (crust punk) породил грайндкор (grindcore) в Британии. Пауэрвайоленс-группы отличали себя от грайндкор-сцены. Они избегали всяческих ассоциаций с метал-культурой.

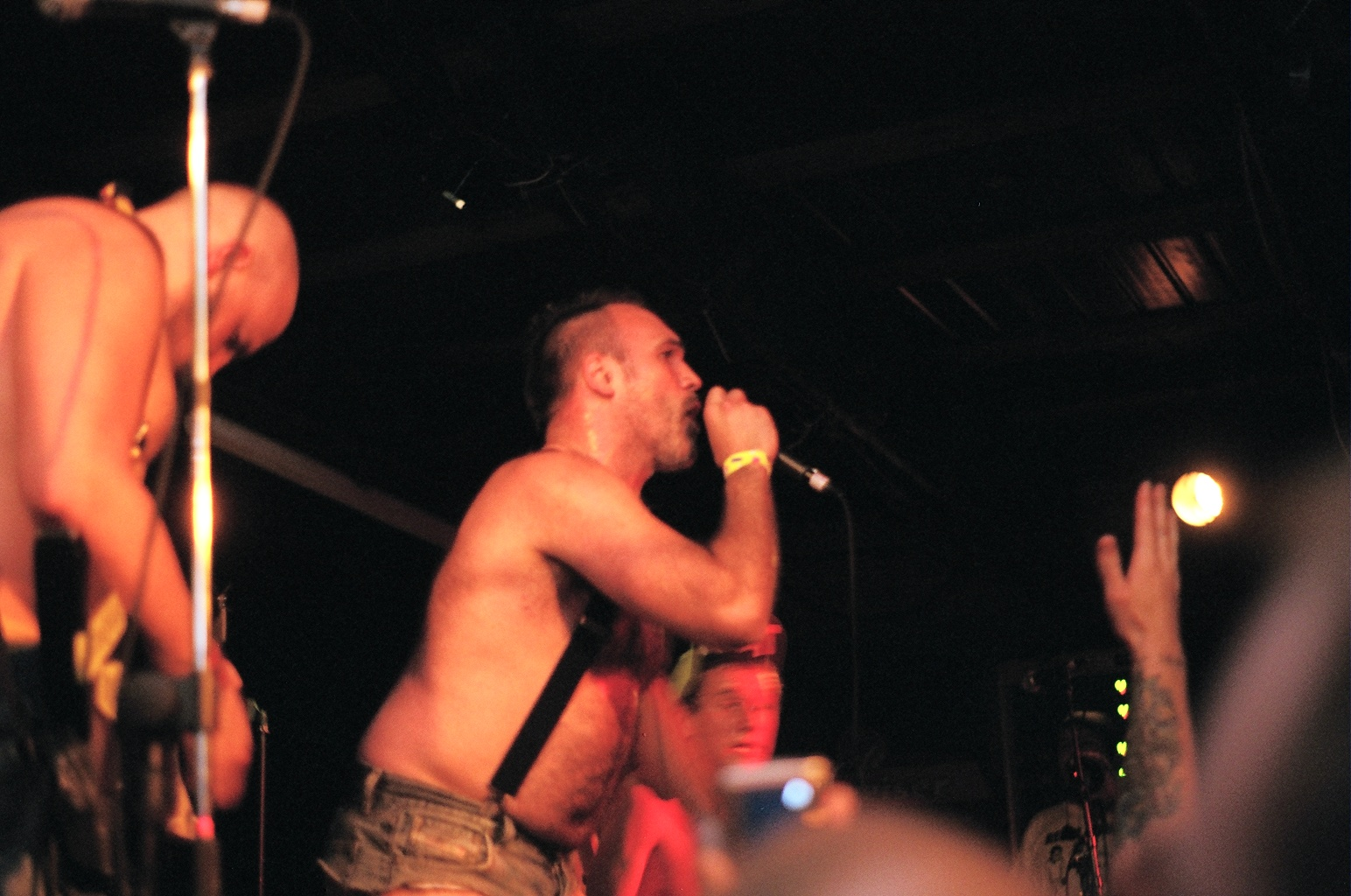
Limp Wrist

### Возрождение трэшкора
В 90-х произошло возрождение трэшкора: группы, прежде ассоциирующиеся с пауэрвайоленсом и грайндкором, стали возвращаться к ранним формам звучания трэшкора. Иногда это явление называют банданна-трэш (bandanna thrash). Выдающимися группами трэшкора 90-х являются Code 13, Guyana Punch Line, R.A.M.B.O., Vitamin X, Vivisick, Voorhees и What Happens Next?. В 21 веке трэшкор продолжают исполнять Limp Wrist и Das Oath.

## Музыкальная характеристика
По сути трэшкор остается тем же самым хардкор-панком, привнося в звучание лишь ещё большую скорость исполнения и некоторую долю экстремальности, которая получила дальнейшее развитие в родственном жанре пауэрвайоленс (бласт-биты и частая, резкая смена темпа). Песни небольшие по времени (1-2 минуты), преобладает мажорная тональность, встречаются короткие и быстрые несложные гитарные соло.

## Лейблы
- Slap-a-Ham Records
- Sound Pollution
- 625 Thrashcore
- Havoc Records
- Ebullition Records